# Маріо Маттолі
Маріо Маттолі (італ. Mario Mattòli, 30 листопада 1898 – 26 лютого 1980) — відомий італійський кінорежисер і сценарист, який поставив 86 фільмів за період з 1934 до 1966.
Його фільм Imputato, alzatevi! увійшов до ретроспективного показу італійської комедії на 67-му Венеційському міжнародному кінофестивалі.

## Фільмографія
- Повна швидкість (1934)
- Я люблю лише тебе (1935)
- Ці діти (1937)
- Щастя Коломбо (1937)
- Доля (1938)
- Тріумф кохання (1938)
- Бабусине щастя (Nonna Felicità) (1938)
- Відповідачу, встати! (Imputato, alzatevi!) (1939)
- Бачиш, який ти? (Lo vedi come sei… lo vedi come sei?) (1939), співавтор сценарію Федеріко Фелліні
- Пірат — це я (Il pirata sono io) (1940), співавтор сценарію Федеріко Фелліні
- І не кажи! (Non me lo dire) (1940), співавтор сценарію Федеріко Фелліні
- Щоденник школярки (1941)
- Троє орлят (1942) з Альберто Сорді
- Останній вагон (1943) з Анною Маньяні
- Тото на Джиро д'Італія (Totò al giro d'Italia) (1948)
- Страх і арена (Fifa e arena) (1948)
- Ассунта Спіна (Assunta Spina) (1948) з Анною Маньяні
- Адам і Єва (1949)
- Тото Тарзан (Totò Tarzan) (1950) з Тотò
- Тото-шейх (Totò sceicco) (1950) з Тотò
- 1951 — Моє серце співає
- Господар пароплава (Il padrone del vapore) (1951)
- Турок-неаполітанець (Un turco napoletano)  (1953) з Тотò
- Найсмішніший спектакль у світі (Il più comico spettacolo del mondo)
- 1953 : Дві ночі з Клеопатрою / (Due notti con Cleopatra)
- Бідність і шляхетність (Miseria e nobiltà) (1954) з Софі Лорен
- Синьйорами народжуються (1960) з Тотò
- Його Світлість припиняє жерти (Sua Eccellenza si fermò a mangiare) (1961) з Тотò і Вірною Лізі
- Маціст проти Геркулеса в Долині скорботи (Maciste contro Ercole nella valle dei guai) (1961)
- П'ять моряків для 100 дівчат (5 marines per 100 ragazze) (1962) з Вірною Лізі і Раффаеллою Карра
- Труп для синьйори (Cadavere per signora) (1964) з Сільвою Кошина
- На кілька доларів дешевше (1966)